# Stefano Scodanibbio
Stefano Scodanibbio (Macerata, 18 de junho de 1956 — Cuernavaca, 8 de janeiro de 2012) foi um solista de contrabaixo e compositor italiano de música erudita contemporânea. Tem sido aclamado como intérprete, devido às suas inovações técnicas e imensa musicalidade no desempenho virtuoso do contrabaixo, por alguns dos maiores compositores dos séculos XX e XXI e outras figuras importantes do mundo das artes. Para além de ser um excelente compositor, Stefano Scodanibbio está entre os melhores contrabaixistas de sempre.

## Biografia
Desenvolve os seus estudos de contrabaixo com Fernando Grillo e composição com Fausto Razzi e Salvatore Sciarrino. No fim da sua juventude inicia um esforço de renascimento do instrumento que toca, e opta por divulgar as novas tendências da música contemporânea europeia e americana. Em 1983 funda o festival anual de música contemporânea Rassegna di Nuova Musica (Encontro de Nova Música) em Macerata, no qual desempenha a função de director.

### Contrabaixo e composição
Nas décadas de oitenta e noventa do século XX, Stefano Scodanibbio teve o seu nome associado proeminentemente à renascença do contrabaixo, tendo tocado nos maiores festivais de música erudita por todo o mundo com dezenas de partituras especialmente escritas para si, por grandes compositores como Sylvano Bussotti, Franco Donatoni, Brian Ferneyhough, Fred Frith, Vinko Globokar, Gérard Grisey, Luigi Nono, Giacinto Scelsi, Salvatore Sciarrino e Iánnis Xenákis. Colaborou durante um longo período com Giacinto Scelsi e com Luigi Nono, em cuja partitura do Prometeu se pode ler «arco mobile (à la Stefano Scodanibbio)» (arco móvel à Stefano Scodanibbio).  Em 1987, na capital italiana, executou uma maratona de 4 horas sem parar, tocando vinte e oito peças para contrabaixo solo de vinte e cinco autores.

#### Colaborações
Toca regularmente enquanto duo com Rohan de Saram e, também, com Markus Stockhausen. São de particular importância as colaborações com o músico Terry Riley, os coreógrafos e bailarinos Virgilio Sieni, Patricia Kuypers, Hervé Diasnas, o poeta Edoardo Sanguineti e o encenador Rodrigo Garcìa, o filósofo Giorgio Agamben e o artista Gianni Dessi. Destas faz-se ainda notar a sua colaboração com Sanguineti, em relação à qual Scodanibbio diz que sempre aspirou a uma música autobiográfica, «onde aquilo que existe de mais corpóreo no fazer da música passa a pertencer ao elemento do discurso.»

### Ensino académico
Desde a década de noventa, Scodanibbio tem leccionado mestrados e seminários em diversas escolas de música nos Estados Unidos da América e na Europa, das quais se fazem notar a Shepherd School of Music da Rice University (Escola de Música Shepherd da Universidade de Rice, que se pode traduzir literalmente por Escola de Música Pastor da Universidade de Arroz), a University of California, Berkeley (Universidade da Califórnia, Berkeley), a Stanford University (Universidade de Stanford), o Oberlin Conservatory of Music (Conservatório de Música de Oberlin), o Musikhochschule Stuttgart (Colégio de Música de Estugarda), o Conservatoire National Supérieur de Musique et de Danse de Paris (Conservatório Nacional Superior de Música e Dança de Paris) e o Conservatório Giuseppe Verdi (Conservatório Giuseppe Verdi) em Milão. Em 1996 ensinou contrabaixo na Internationale Ferienkurse für Neue Musik, Darmstadt (Cursos Internacionais de Verão para Nova Música, Darmstadt).

## Obra e reconhecimento
Sempre activo como compositor, o seu catálogo consiste em mais de cinquenta trabalhos escritos, sobretudo para cordas, e foi escolhido quatro vezes para integrar o ISCM (International Society of Contemporary Music) (Sociedade Internacional para a Música Contemporânea), nas edições de: Oslo 1990, Cidade do México 1993, Hong Kong 2002 e Estugarda 2006. Stefano Scodanibbio tem sido amplamente reconhecido e recomendado por figuras proeminentes do mundo da música, das artes e da filosofia, e muito bem recebido pela crítica.

### Citações
- «[Stefano Scodanibbio] ha eseguito spesso le mie composizioni per contrabbasso in vari Festival in Italia e all'estero sempre con successo e mia soddisfazione, date le sue doti di interprete virtuoso e di musicalità, evidenti entrambi nei suoi Studi (…?…) dove la tecnica strumentale sembra invero trascendente, sorretta anche, però, da un brillante senso musicale.» Giacinto Scelsi, 1986.[2]

([Stefano Scodanibbio] executou frequentemente as minhas composições para contrabaixo em vários festivais em Itália e no estrangeiro, sempre com sucesso e a minha satisfação, dados os seus dotes de intérprete virtuoso e de musicalidade, evidentes entre os seus estudos (…?…) onde a técnica instrumental parece na verdade transcendente, sustenta também, contudo, um sentido musical brilhante.)
- «arco mobile (à la Stefano Scodanibbio)» Luigi Nono.[3]

(arco móvel à (Stefano Scodanibbio))
- «He played Ryoanji absolutely… better than anyone I ever heard. In fact I haven't heard better double bass playing than Scodanibbio's. I was just amazed! And I think everyone who heard him was amazed. (…) His performance was absolutely magic, (…)» John Cage em conversa com Joan Retallack, 1996.[6]

(Ele tocou o Ryoanji absolutamente… melhor que alguém que eu tenha alguma vez ouvido. De facto nunca ouvi um melhor contrabaixo que o de Scodanibbio. Fiquei simplesmente espantado. E penso que todos os que o ouviram ficaram assim. (…) O seu desempenho foi absolutamente mágico, (…))
- «In the distance I could hear the sounds of french horns, trombones, strings and brass all mixing in a beautiful modal ensemble and at the time I thought that Stefano must be playing with a chamber group. I was amazed when I entered the gallery to find Stefano all alone playing his bass. It was then that I realized it would be an exhilarating experience to work together. And indeed it was!» Terry Riley, 1997.[7]

(À distancia conseguia ouvir sons de trompas, trombones, cordas e metais todos misturados num belíssimo conjunto modal e, ao mesmo tempo, pensei que Stefano estava a tocar com uma orquestra de câmara. Fiquei espantado quando entrei na galeria para encontrar Stefano sozinho a tocar o seu contrabaixo. Foi aí que percebi que seria uma experiência entusiasmante trabalhar-mos juntos. E de facto foi!)
- «fu un'assistente sociale, quasi quasi, per noi due (…)» Edoardo Sanguineti, 1998.[8]

(falecido um assitente social, quase quase, por nós dois (…))
- «I remember very well looking at his first Quartet Visas, which included some very unusual harmonics for the string instruments. These harmonics are very difficult to play and originate from Stefano’s great command and knowledge of the double bass. I suppose in the beginning of our relationship, I needed convincing that these techniques were actually possible on the violin. (…) Stefano’s music is original both in his understanding and exploration of string techniques and the sound.» Irvine Arditti, 2001.[9]

(Lembro-me muito bem de olhar para o seu primeiro quarteto Visas, que incluía umas quantas harmónicas muito invulgares para instrumentos de cordas. Estas harmónicas são muito difíceis de reproduzir e têm origem no grande comando e sabedoria de Stefano sobre o contrabaixo. Suponho que no início da nossa relação, eu precisava de ser convencido que estas técnicas eram efectivamente possíveis no violino. (…) A música de Stefano é original tanto no seu entendimento e exploração das técnicas de cordas como no som.)
- «Come ogni artista intelligente, Stefano suona e compone non per essere riconosciuto, ma per diventare impersonale e irriconoscibile. I latini chiamavano Genius l'elemento demonico che accompagna ogni uomo e contiene la sua parte più feconda e creatrice. Stefano conosce come pochi altri l'arte di intrattenere un giusto rapporto col proprio genio, con la propria parte impersonale. La sua musica non è, anzi, altro che il campo di tensioni sonore in cui Ego si desoggettivizza fino quasi a coincidere con Genius e Genius si avvicina a Ego fin quasi a sfiorarlo. Di qui la speciale qualità del suo gesto musicale, che -come sa chi anche una sola volta lo ha visto suonare- quanto più si fa inconfondibile e quasi idiosincrasico, tanto più diventa inassegnabile a un autore anagraficamente identificabile. Per questo Stefano non è soltanto un grande artista, ma anche un artista felice, che si è beato nella sua musica, anche se questa dovesse, come ogni arte, ferirlo a morte.» Giorgio Agamben, 2003.[10]

(Como qualquer artista inteligente, Stefano toca e compõe não para ser reconhecido mas para tornar-se impessoal e irreconhecível. Os latinos chamavam Genius ao elemento demoníaco que acompanha qualquer homem e contém a sua parte mais fecunda e criativa. Stefano conhece como poucos a arte de entreter uma justa relação com o próprio génio, com a própria parte impessoal. A sua música não é, antes, outra coisa que o campo de tensões sonoras em cujo Ego se subjectiva até quase coincidir com o Genius e o Genuis se aproxima do Ego quase até desflorá-lo. E aqui a especial qualidade do seu gesto musical, que — como também sabe quem uma vez o viu tocar — quanto mais se faz inconfundível e quase idiossincrático, tanto mais se torna inatribuível a um autor pessoalmente identificável. Por isto Stefano não só é um grande artista, mas também um artista feliz, bem-aventurado na sua música, ainda que esta devesse, como qualquer arte, feri-lo até à morte.)
- «Stefano Scodanibbio (…) lifted the instrument into new realms. For him the bass is an instrument of fantasy (…) an astonishing variety of sounds (…)» Los Angeles Times.[11]

(Stefano Scodanibbio (…) elevou o instrumento a novas esferas. Para ele o contrabaixo é um instrumento de fantasia (…) uma surpreendente variedade de sons (…))
- «Um intérprete raro (…) técnica impressionante (…) sintonia perfeita com a música que toca (…) um instrumento de transformação e reinvenção constante do mundo. (…) Voyage That Never Ends (…) Uma obra (…) de um verdadeiro músico (…) que procura o maior prazer, o mas exigente, o de inventar musicalmente, no presente, outras formas para o tempo.» Pedro Boléo, 2007.[12]

### Obras destacadas
- Sei Studi, 1981/1983, para contrabaixo solo.[13]
- My new address, 1986/1988, para violino solo.[13]
- Concertale, 1993, para contrabaixo, cordas e percussão.[13]
- Visas per Vittorio Reta, 1993, para teatro radiofónico.[13]
- Geografia amorosa, 1994, para contrabaixo solo e electrónica em tempo real.[13]
- Voyage That Nevers Ends, 1979/1997, para contrabaixo solo.[13]
- One says Mexico, 1998, para teatro radiofónico.[13]
- La fine del pensiero, 1998, para bailarino e contrabaixo com fita magnética.[13]
- Altri Visas, 2000, para quarteto de cordas (violino, viola, violoncelo e contrabaixo).[9][13]
- Alfabeto apocaliptico, 2001, para recitante, contrabaixo e projecção de diapositivos.[5][13]